# Salvador Vilanova
Salvador Antonio Vilanova (San Salvador, 30 ottobre 1952) è un ex nuotatore salvadoregno.
Fu il portabandiera del suo Paese ai Giochi olimpici del 1968 e del 1972, le prime due edizioni in cui fu presente una rappresentanza di atleti di El Salvador.

## Biografia
Alle Olimpiadi di Città del Messico, non ancora sedicenne, prese parte a cinque competizioni: 100 e 200 stile libero, 100 farfalla, 200 misti e staffetta 4x100. In nessun caso riuscì a superare il primo turno, evitando l'ultimo posto nella propria batteria solo nella gara dei 200 misti.
Alle Olimpiadi di Monaco di Baviera gareggiò nei 100 stile libero, 100 farfalla e staffetta 4x100. Nemmeno in queste occasioni riuscì a superare il primo turno eliminatorio, ottenendo il suo miglior risultato sui 100 farfalla dove giunse sesto (su otto partecipanti) nella propria batteria.